# Alberto Malcher
Alberto Monard da Gama Malcher dit Alberto Malcher, né en 1908 et mort en 1966, était un arbitre brésilien de football.

## Carrière
Il a officié dans des compétitions majeures : 
- Copa América 1949 (5 matchs)
- Coupe du monde de football de 1950 (1 match)
- Copa América 1959 (Argentine) (4 matchs)